# شهرستان قره‌قوم
شهرستان قراقوم (به ترکمنی: Garagum etraby، قاراقوُم اطرابیٛ) یک شهرستان در ترکمنستان است که در ولایت مرو واقع شده‌است.

## تقسیمات اداری
شهرستان قره‌قوم شامل یک شهرک، و هفت شورای روستایی می‌باشد.
- شهرک‌ها (şäherçeler / شأهرچه‌لر)
  - یاغتی‌یول (Ýagtyýol / یاغتیٛ‌یوْل)

- شوراهای روستایی (oba geňeşlikleri / اوْبا گنگشلیکلری)
  - ‌ آق‌میدان (Akmeýdan / آق‌میدان)
    - آبای‌توش (Abaýtöş / آبای‌تؤش)
    - ‌ آق‌میدان (Akmeýdan / آق‌میدان)
    - قورت‌لی‌تپه (Gurtlydepe / قوُرت‌لیٛ‌دپه)
    - کیشمان (Kişman / کیشمان)
    - گچی‌قیران (Geçigyran / قچی‌قیٛران)

  - تارپ‌یر (Tarpýer / تارپ‌یر)
    - اَرَز (Erez / ارز)
    - آقچه‌تپه (Akjadepe / آقجا‌دپه)

  - تازه‌اوبه (Täzeoba / تأزه‌اوْبا)
    - تازه‌اوبه (Täzeoba / تأزه‌اوْبا)

  - درنالی‌یاپ (Durnalyýap / دوُرنالیٛ‌یاپ)
    - آلتی‌یاتان (Atlyýatan / آلتیٛ‌یاتان)
    - ترکمنستان (Türkmenistan / توٚرکمنیستان)

  - شادلیق (Şatlyk / شاتلیٛق)
    - درنالی (Durnaly / دوُرنالیٛ)
    - شادلیق (Şatlyk / شاتلیٛق)

  - صحرا (Sähra / صأحرا)
    - صحرا (Sähra / صأحرا)

  - گوبکلی‌تپه (Göbeklidepe / گؤبکلی‌دپه)
    - گوبکلی (Göbekli / گؤبکلی)
    - یاسی‌تپه (Ýasydepe / یاسیٛ‌دپه)